# 多治比名負
多治比 名負（たじひ の なおい）は、奈良時代の貴族。姓は真人。官位は従五位下・能登守。

## 経歴
光仁朝初頭の宝亀2年（771年）正月に従五位下に叙爵され、閏3月に刑部少輔に任官する。なお同時に、藤原浜成が刑部卿に補せられている。
宝亀5年（774年）3月に能登守に任ぜられるが、同年9月には早くも巨勢馬主と官職を交替している。

## 官歴
『続日本紀』による。
- 時期不詳：正六位上
- 宝亀2年（771年）正月25日：従五位下。閏3月1日：刑部少輔。
- 宝亀5年（774年）3月5日：能登守。9月4日：止能登守？